# (18167) Buttani
(18167) Buttani est un astéroïde de la ceinture principale.

## Description
(18167) Buttani est un astéroïde de la ceinture principale. Il fut découvert le 6 août 2000 à Valmeca par l'observatoire Valmeca. Il présente une orbite caractérisée par un demi-grand axe de 2,77 UA, une excentricité de 0,08 et une inclinaison de 9,6° par rapport à l'écliptique.

## Compléments